# Сентрал-Сіті (Колорадо)
Сентрал-Сіті (англ. Central City) — місто (англ. city) в США, в округах Гілпін і Клір-Крік штату Колорадо. Населення — 779 осіб (2020).

## Географія
Сентрал-Сіті розташований за координатами 39°47′45″ пн. ш. 105°30′53″ зх. д. / 39.79583° пн. ш. 105.51472° зх. д. (39.795790, -105.514835).  За даними Бюро перепису населення США в 2010 році місто мало площу 6,28 км², з яких 6,28 км² — суходіл та 0,00 км² — водойми.

## Демографія
Згідно з переписом 2010 року, у місті мешкали 663 особи в 342 домогосподарствах у складі 153 родин. Густота населення становила 106 осіб/км².  Було 487 помешкань (78/км²).
Расовий склад населення:
| - 90,0 % — білих - 3,9 % — азіатів - 2,3 % — чорних або афроамериканців - 2,0 % — корінних американців - 0,3 % — вихідців з тихоокеанських островів |

До двох чи більше рас належало 1,2 %. Частка іспаномовних становила 11,0 % від усіх жителів.
За віковим діапазоном населення розподілялося таким чином: 15,7 % — особи молодші 18 років, 73,1 % — особи у віці 18—64 років, 11,2 % — особи у віці 65 років та старші. Медіана віку мешканця становила 48,3 року. На 100 осіб жіночої статі у місті припадало 109,1 чоловіків;  на 100 жінок у віці від 18 років та старших — 110,9 чоловіків також старших 18 років.
Середній дохід на одне домашнє господарство  становив 58 037 доларів США (медіана — 47 132), а середній дохід на одну сім'ю — 81 285 доларів (медіана — 65 938). За межею бідності перебувало 10,5 % осіб, у тому числі 17,5 % дітей у віці до 18 років та 0,0 % осіб у віці 65 років та старших.
Цивільне працевлаштоване населення становило 460 осіб. Основні галузі зайнятості: мистецтво, розваги та відпочинок — 62,8 %, будівництво — 7,6 %, освіта, охорона здоров'я та соціальна допомога — 5,4 %, публічна адміністрація — 4,6 %.